# Satsuki Yukino
Yūki Inoue (井上 由起 Inoue Yūki?,  Kioto, Japón, 25 de mayo de 1970), conocida por su nombre artístico de Satsuki Yukino (雪野 五月 Yukino Satsuki?) es una actriz de voz y cantante japonesa. Estuvo afiliada a Ken Production hasta 2016. Algunos de sus roles más destacados incluyen el de Aome Higurashi en Inuyasha, Mutsumi Otohime en Love Hina, Yoruichi Shihouin en Bleach, Kaname Chidori en Full Metal Panic!, Mion y Shion Sonozaki en Higurashi no Naku Koro ni y Milly Thompson en Trigun y Koala en One Piece.

## Filmografía
La lista está ordenada cronológicamente y por nombre de anime, y responde a la forma "personaje, serie (año)"

### Anime
- Satsuki Yukimizawa, Virgin Fleet (1991)
- Kagariya Momiji Starship Girl Yamamoto Yohko (1996)
- Inko, Pokémon (1997)
- Kagariya Momiji Starship Girl Yamamoto Yohko II (1997)
- Sylia Stingray, Bubblegum Crisis Tokyo 2040 (1998)
- Masami, Generator Gawl (1998)
- Milly Thompson, Trigun (1998)
- Ropponmatsu 2nd (Child), Excel Saga (1999)
- Kagariya Momiji, Starship Girl Yamamoto Yohko (1999)
- Kagome Higurashi, Inuyasha (2000)
- Mutsumi Otohime, Love Hina (2000)
- Maetel (a los 15 años), Maetel Legend (2000)
- Tamayo Kizaki, Angelic Layer (2001)
- Maetel, Cosmo Warrior Zero (2001)
- Françoise Arnoul - Cyborg 003, Cyborg 009 (2001)
- Mayune Awayuki, Prétear (2001)
- Azumi Kiribayashi, Real Bout High School (2001)
- Hokuto Sumeragi, X/1999 (2001)
- Tina Foster, Ai Yori Aoshi (2002)
- Ayu Tateishi, Ultra Maniac OVA (2002)
- Mutsumi Otohime, Love Hina, Love Hina Again (2002)
- Kaname Chidori, Full Metal Panic! (2002)
- Kaname Chidori, Full Metal Panic? Fumoffu (2003)
- Ai Tanabe, Planetes (2003)
- Nenene Sumiregawa, Read or Die: The TV (2003)
- Ryoko Tsugumo, Area 88 (2004)
- Shihouin Yoruichi, Bleach (2004)
- Saki Kasukabe, Genshiken (2004)
- Vanessa Rene, Madlax (2004)
- Tis, Ragnarok The Animation (2004)
- Chief Medic Pururu, Sargento Keroro (2004)
- Kaname Chidori, Full Metal Panic! The Second raid (enlace roto disponible en Internet Archive; véase el historial, la primera versión y la última). (2005)
- Arietta la Salvaje, Tales of the Abyss (2005)
- Mion y Shion Sonozaki, Higurashi no Naku Koro ni (2006)
- Mion y Shion Sonozaki, Higurashi no Naku Koro ni Kai (2007)
- Otae Shimura , Gintama ( 2006/2009 )(2012/2015)
- Misae Sagara, CLANNAD (2007)
- Rafaela, Claymore (2007)
- Yatachi Kaname', Fanatsy Cards j(2007)
- Misae Sagara, CLANNAD After Story (2008)
- Ai Natsuki, Yes! Pretty Cure 5 (2008)
- Hiiragi, Natsume Yuujin-chou (2008/2009/2011/2012)
- Rose, Fullmetal Alchemist: Brotherhood (2009)
- Gamia Q, Shin Mazinger Shōgeki! Z hen (2009)
- Fabiola Iglesias , Black Lagoon Robertas Blood Trail Ovas (2010)
- Jacqueline , Gosick (2011)
- Anna Gram, Phi Brain Kami No Puzzle (2011)
- Maria Hojo, Suite PreCure (2011)
- Tomoe Oreki , Hyouka (2012)
- Masako Hino, Smile PreCure! (2012)
- Yuna de Águila, Saint Seiya Omega (2012)
- Miho Amakata, Free! (2013)
- Nyo Francia, Hetalia (2014)
- Koan / Koan Kurosaki, Sailor Moon Crystal (2015)
- Nena, JoJo's Bizarre Adventure: Stardust Crusaders (2015)
- Tamako-san , Kyoukai no Rinne (2015)
- SatsukI Sakurada , Dandelion (2015)
- Otae Shimura , Gintama (2015)
- Gaen Zuko ,  Owarimonogatari (2015)
- Koala, One Piece (2015)
- Izuko Gaen, Koyomimonogatari (ONA) (2016)
- Izuko Gaen (eps 4, 19-20), Monogatari Series Second Season (2013)
- Izuko Gaen, Owarimonogatari 2º season (2017)
- Kaname Chidori, Full Metal Panic!!! Invisible Victory (2018)
- Mion y Shion Sonozaki, Higurashi no Naku Koro ni Gou (2020)
- Mion y Shion Sonozaki, Higurashi no Naku Koro ni Gou (2021)

### Videojuegos
- Ai Yori Aoshi - Tina Foster
- ANUBIS ~Z.O.E~ (2003) - Ken Marinaris
- Bleach: Blade Battlers - Yoruichi Shihōin
- Bleach: Soul Resurrección - Yoruichi Shihōin
- Blue Blaster - Elsass Lothringen
- Higurashi Daybreak (2006) - Mion and Shion Sonozaki
- Videojuegos de InuYasha - Kagome Higurashi
- Mobile Suit Gundam side story: The Blue Destiny - EXAM System AI/Marion Welch
- Rumble Roses XX - Miss Spencer / Mistress Spencer
- Tales of Destiny 2 - Rimul
- Tales of the Abyss - Arietta
- Tenchu: Fatal Shadows - Rin
- Wrestle Angels Survivor - Mimi Yoshihara